# Leszek Stoch
Leszek Stanisław Stoch (ur. 6 czerwca 1931 w Bobowej, zm. 20 stycznia 2015) – polski chemik, mineralog, profesor nauk chemicznych.

## Życiorys
W 1955 r. ukończył studia na Wydziale Ceramiki Akademii Górniczo-Hutniczej w Krakowie. Już od 1951 r. pracował na macierzystej uczelni, tam w 1960 r. obronił pracę doktorską, w 1966 r. habilitował się, w 1976 r. mianowany profesorem nadzwyczajnym, w 1985 r. profesorem zwyczajnym. W latach 1971–1980 był zastępcą dyrektora ds. naukowych Instytutu Geologii i Surowców Mineralnych, w latach 1980–2001 kierował Katedrą Szkła i Emalii, w latach 1984–1990 był dziekanem Wydziału Inżynierii Materiałowej i Ceramiki. W 2001 r. przeszedł na emeryturę, w 2011 r. otrzymał godność Profesora Honorowego AGH.
W 1985 r. został członkiem założycielem Polskiego Towarzystwa Ceramicznego, w latach 1985–1997 był jego pierwszym prezesem, następnie został członkiem honorowym towarzystwa, w latach 1986–1991 był wiceprezesem, w latach 1991–1994 prezesem Polskiego Towarzystwa Kalorymetrii i Analizy Termicznej, w 1997 r. został członkiem honorowym towarzystwa, od 1995 r. był członkiem korespondentem Polskie Akademii Umiejętności. W latach 1993–1998 był prezesem Stowarzyszenia Producentów Szkła. Był członkiem Komitetu Nauk Mineralogicznych PAN, Komitetu Biocybernetyki i Inżynierii Biomedycznej PAN i Komitetu Nauki o Materiałach PAN.
W swoich badaniach zajmował się właściwościami minerałów ilastych, a także zjawiskiem wielostadialnej krystalizacji szkieł, opracował technologię szkieł niekonwecjalnych. Za te ostatnie prace otrzymał w 1998 Nagrodę Fundacji na rzecz Nauki Polskiej.

## Odznaczenia
- Krzyż Oficerski Orderu Odrodzenia Polski (1991)
- Krzyż Kawalerski Orderu Odrodzenia Polski (1977)
- Złoty Krzyż Zasługi
- Srebrny Krzyż Zasługi
- Medal 40-lecia Polski Ludowej
- Medal Komisji Edukacji Narodowej
- Złota Odznaka honorowa „Zasłużony dla Budownictwa i Przemysłu Materiałów Budowlanych”
- Złota Odznaka „Zasłużony dla polskiej geologii”
- Odznaka „Za zasługi dla przemysłu chemicznego”
- Złota Odznaka Naczelnej Organizacji Technicznej
- Srebrna Odznaka Naczelnej Organizacji Technicznej

Pochowany na cmentarzu w Wieliczce.